# Jirajara
El 'jirajara és una llengua extingida de l'oest de Veneçuela, que s'havia parlat a l'estat de Falcón. Formava part de la família de les llengües jirajaranes, encara que la seva classificació és incerta per manca de dades.